# بوغزول
بوغزول، بلدية بدائرة الشهبونية ولاية المدية الجزائرية و هي مركز لمشروع حضري كبير أطلقته الجزائر في 2001 ليكون نموذج للتهيئة العمرانية في البلد آفاق 2030.

## تاريخ
يعود مشروع بناء مدينة جديدة في بوغزول إلى سنة 2001  في مرحلتها الأولى لتنطلق في 2010 لكن المشروع تباطئ لتنجز منه فقط عملية التسوية و نشر القنوات المائية و الألياف البصرية و الخطوط الكهربائية شبكات الطرق في 2014 في أواخر 2021 أعلن عن استئناف المشروع و إطلاق مناقصات الإنجاز العقاري مع إعادة النظر في كيفيات إنجاز المشروع بأكمله

## وصف
مدينة «بوغزول» هو مشروع لبناء مركز حضري جديد يبعد 180 كلم جنوب غرب الجزائر العاصمة قدرت قيمة إنجازه ب650 مليون دولار، المشروع بنيوي سيساهم في المستقبل الاقتصادي والاجتماعي للمناطق السهبية، وهمزة وصل بين الصحراء ومدن شمال البلاد.
وتمتدّ «بوغزول» على نحو 12 ألف هكتار،الإنشاء حسب ما هو مخطط له سيكون مركز إشعاع اقتصادي ضخم، يعتمد على الطاقات المتجددة والتكنولوجيات غير الملوثة، وتنمية مستدامة.
وتقع هذه المدينة على ضفاف بحيرة سد بوغزول والذي يعد عنصرا هيكليا للمدينة، بغرض المحافظة على النظام البيئي وتطوير الشبكتين الزرقاء والخضراء، وتشهد عملية انجاز أنابيب المياه التي تربط سد كودية أسردون على مستوى البويرة والمدينة الجديدة على طول 196 كلم تقدما بعدما جرى الشروع في أشغال انجاز منشآت التركيب بالتنسيق مع وزارة الموارد المائية، يشمل المشروع عدة برامج سكنية بكامل تجهيزاتهاو مركز مدينة متطور.
وستحاط المدينة بأكثر من 22 كلم من مياه البحيرات وعدد من الحظائر المائية وستمثل حوالي 1000 هكتار من المساحات الخضراء الحضرية على طول محاور الطرقات الكبرى وحظيرة مركزية (130 هكتار) ربع المساحة القابلة للعمران.
كما يحيط بسيدي عبد الله حزام أخضر حضري يمتد عرضه من 300 إلى 500 متر، يضاف إليه 12 ألف هكتار مخصّص للتشجير من أجل استحداث «مناخ مصغر» ومكافحة التصحر، وينص مخطط تهيئة هذه المدينة الجديدة أيضا على إنشاء 21 إقامة عصرية.
ويقدر عدد السكان الذين من المقرر أن تستوعبهم بوغزول ما يربو عن 400 ألف نسمة، وسط نظرة مستقبلية لجعل المدينة الجديدة قطبا للتنمية المتوازنة على مستوى الهضاب العليا أي المنطقة الوسطى في الجزائر، كما ستعتمد المدينة الجديدة على ثمانية وظائف رئيسية وهي السكن والتعليم والبحث وتطوير الطاقات المتجددة والنشاطات الصناعية واللوجستية الادارية والخدمات والتجارة والسياحة والترفيه والفلاحة والصناعات الزراعية، في حين تمنح الأحياء الراقية مجموعة متنوعة من السكنات ذات جودة عالية تكون راقية واقتصادية حسب مخطط هندسي ايكولوجي يضم كل المقاييس ذات النوعية البيئية العالية، مع توفير كل وسائل النقل الحضري الإيكولوجي من حافلات وترامواي وغيرها.
ويراد لبوغزول أن تكون أنموذجا في مجال تثمين الطاقات الجديدة والمتجددة (الشمسية والصفائح الفولطية والهوائية)، نحو بلوغ نسبة 40 بالمائة من الطاقة المتجددة في أفق 2030 من خلال استغلال الطاقة الشمسية المقدرة بـ 1900 كيلوواط في الساعة سنويا، وسرعة الرياح التي تفوق أو تساوي 3 متر في الثانية والتي تفوق مدتها 4 آلاف ساعة في السنة.
ويتضمن برنامج تهيئة بوغزول، إنجاز محطة هجينة (شمسية وهوائية) على مساحة 45 هكتارا شرق المدينة وإقامة تجهيزات خاصة بإنتاج الطاقات المتجددة على مستوى التجهيزات العمومية وإدراج الطاقة الشمسية في الفضاءات العمومية (حظائر ومواقف السيارات)، مع تعميم تموين العمارات الموجهة للسكن.

## وصلات خارجية
- من يريد «اغتيال» مشروع المدينة الجديدة بوغزول؟!